# Ryżowe
Ryżowe – podrodzina (Oryzoideae Burmeist.) i plemię (Oryzeae Dumort.) roślin należących do rodziny wiechlinowatych. Oba taksony noszą tę samą nazwę polską. Typem nomenklatorycznym jest ryż (Oryza L.).

## Charakterystyka
KwiatySamopylne, liczba pręcików od 1 - 6. Oplewione ziarniaki zawierają najwięcej ze wszystkich zbóż skrobi i ok. 6% białka. Skrobia ryżu nie nadaje się na mąkę chlebową.

## Systematyka
Gromada okrytonasienne (Magnoliophyta Cronquist), podgromada Magnoliophytina Frohne & U. Jensen ex Reveal, klasa jednoliścienne (Liliopsida Brongn.), podklasa komelinowe (Commelinidae Takht.), nadrząd Juncanae Takht., rząd wiechlinowce (Poales Small), rodzina wiechlinowate (Poaceae (R. Br.) Barnh.).
- Podrodzina: ryżowe (Oryzoideae Burmeist.)
  - Plemię: ryżowe (Oryzeae Dumort.)
    - Podplemię: Oryzinae (Gray) Griseb.
      - Rodzaj: ryż (Oryza L.